# من و خانم جونز
«من و خانم جونز» (انگلیسی: Me and Mrs. Jones) ترانه‌ای سول نوشته‌شده توسط کنی گمبل، لئون هاف و کری گیلبرت است و در ابتدا توسط بیلی پل ضبط شده‌است. این ترانه رابطه بین یک مرد و معشوقش خانم متأهل جونز را توصیف می‌کند. در این ترانه آنها «هر روز در کافه‌ای» ساعت ۶:۳۰ مخفیانه باهم ملاقات می‌کنند، جاییکه دست‌های یکدیگر را می‌گیرند و صحبت می‌کنند.

## جدول‌های موسیقی
| جدول (۱۹۷۲–۱۹۷۳)                       | بهترین جایگاه |
| -------------------------------------- | ------------- |
| استرالیا (گزارش موسیقی کنت)            | ۹             |
| تک‌آهنگ‌های تاپ آرپی‌ام کانادا            | ۱۴            |
| نیوزیلند (لیسنر)                       | ۵             |
| بریتانیا (اوسی‌سی)                      | ۱۲            |
| بیلبورد هات ۱۰۰ ایالات متحده           | ۱             |
| بیلبورد آراندبی ایالات متحده           | ۱             |
| بزرگسالان معاصر ایالات متحده (بیلبورد) | ۱۰            |
| تاپ ۱۰۰ کش باکس ایالات متحده           | ۱             |

| جدول (۱۹۷۳)                  | جایگاه |
| ---------------------------- | ------ |
| استرالیا (گزارش موسیقی کنت)  | ۸۲     |
| بیلبورد هات ۱۰۰ ایالات متحده | ۱۵     |
| کش باکس ایالات متحده         | ۹      |

| جدول (۱۹۵۸–۲۰۱۸)             | جایگاه |
| ---------------------------- | ------ |
| بیلبورد هات ۱۰۰ ایالات متحده | ۴۷۵    |

## گواهی‌نامه‌ها
| منطقه                                                                       | گواهی | واحد گواهی‌شده/فروش |
| --------------------------------------------------------------------------- | ----- | ------------------ |
| بریتانیا (بی‌پی‌آی)                                                           | نقره  | ۲۰۰٬۰۰۰            |
| ایالات متحده (آرآی‌ای‌ای)                                                     | طلا   | ۱٬۰۰۰٬۰۰۰^         |
| ^ رقم توزیع تنها بر پایهٔ گواهی‌ها. · رقم فروش+پخش جاری تنها بر پایهٔ گواهی‌ها. |       |                    |